# Concours Eurovision de la chanson 2005
Awakening
- Pays participants qualifiés pour la finale
- Pays participants éliminés en demi-finale
- Pays ayant participé dans le passé

Istanbul 2004 Athènes 2006
Le Concours Eurovision de la chanson 2005 fut la cinquantième édition du concours. Il se déroula les jeudi 19 et samedi 21 mai 2005, à Kiev, en Ukraine. Il fut remporté par la Grèce, avec la chanson My Number One, interprétée par Helena Paparizou, totalisant 230 points. Malte termina deuxième avec 192 points et la Roumanie, troisième avec 158 points.

## Organisation
L’Ukraine, qui avait remporté l'édition 2004, se chargea de l’organisation de l’édition 2005. La télévision publique ukrainienne obtint ainsi ce qu’elle avait souhaité dès ses débuts, l’année précédente : participer au concours une fois, le remporter une fois et l’organiser une fois.
L’organisation du concours rencontra un hiatus majeur : la révolution orange. En novembre 2004, des élections présidentielles furent organisées en Ukraine, à l’issue desquelles le candidat communiste Viktor Ianoukovytch fut déclaré vainqueur. L’opposition libérale, menée par Viktor Iouchtchenko, réclama immédiatement l’annulation des résultats et de nouvelles élections, soupçonnant de nombreuses fraudes. Kiev fut le théâtre d’incessantes manifestations jusqu’à ce que l’opposition obtienne gain de cause. Les nouvelles élections consacrèrent la victoire des libéraux et Viktor Iouchtchenko devint le nouveau président ukrainien. Mais durant ces épisodes, l’organisation du concours demeura au point mort. Le nouveau régime, une fois en place, mit tout en œuvre pour rattraper le temps perdu et donner une image positive de l’Ukraine sur la scène internationale.
De son côté, l’UER instaura une nouvelle règle concernant le télévote. Désormais, un nombre déterminé de votes par téléphone devait être enregistré au niveau national pour que le télévote du pays concerné soit validé. En dessous de ce seuil, le télévote était invalidé et les résultats déterminés par le jury de substitution. Lors de l’édition 2005, cette règle fut appliquée en demi-finale (pour l’Albanie, Andorre et Monaco) et en finale (pour Andorre, la Moldavie et Monaco).

## Pays participants
Trente-neuf pays participèrent au cinquantième concours, surpassant ainsi le record de l’année précédente.
La Hongrie fit son retour et deux pays firent leurs débuts : la Bulgarie et la Moldavie.
Initialement, le Liban devait aussi faire ses débuts. La chanson qui avait été retenue par la télévision publique libanaise était Quand tout s’enfuit, interprétée par Aline Lahoud. Mais le pays se retira ultérieurement, un accord n’ayant pu être trouvé avec l’UER sur les modalités de retransmission du concours.

## Format et thème

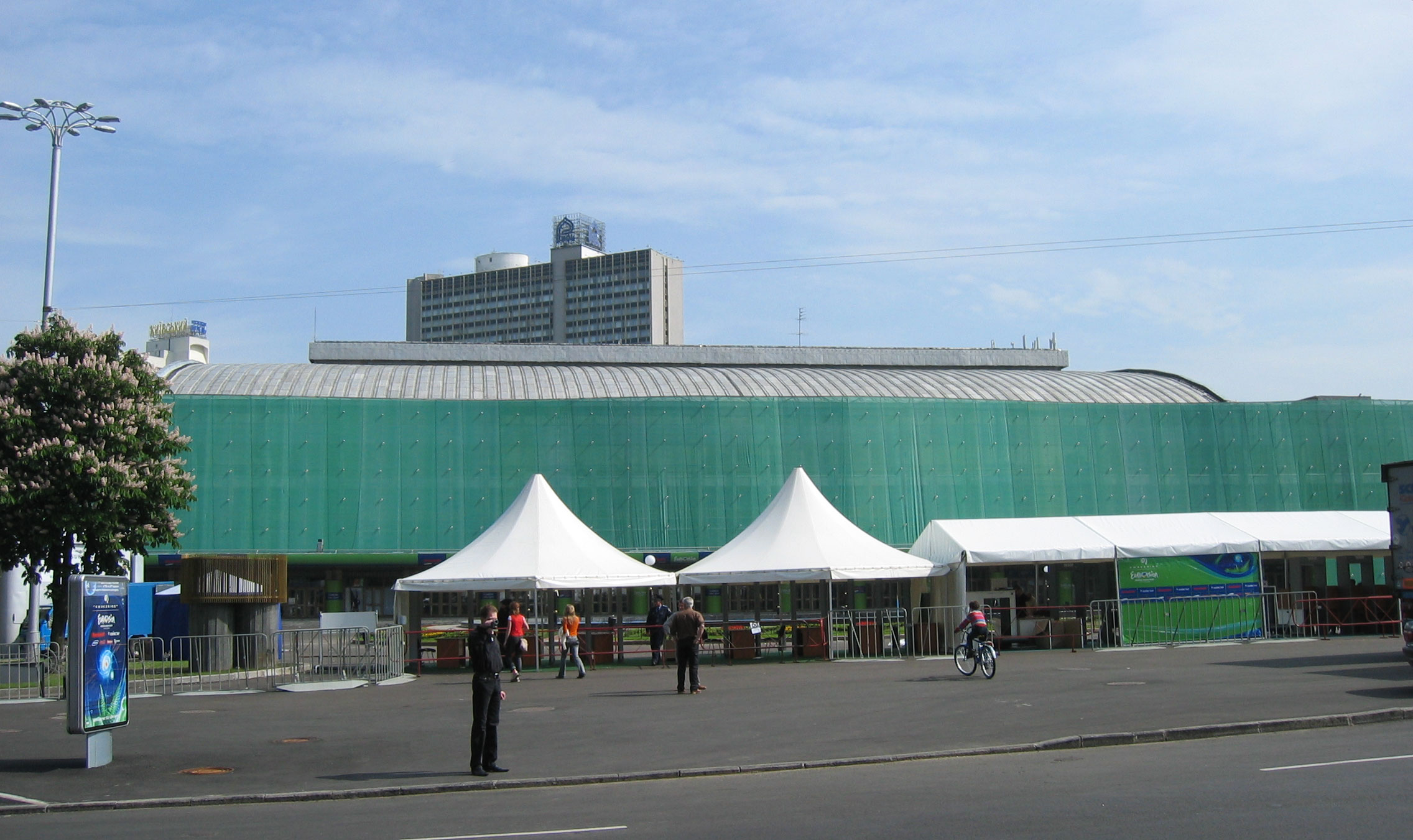
Le Palais des Sports de Kiev.

Le concours eut lieu au Palais des Sports de Kiev, salle omnisports inaugurée en 1960.
Le superviseur délégué sur place par l'UER fut Svante Stockselius.
Le slogan retenu fut « Awakening » (« Le Réveil »). Il symbolisait le réveil du pays hôte, au cœur de l’Europe : l’Ukraine se voulait désormais un pays réveillé, prêt à un nouveau départ.
La couleur dominante de la salle et des animations était le vert. Il s’agissait à nouveau d’un symbole : le vert représentait le mélange des deux couleurs du drapeau national ukrainien, le bleu et le jaune.
La scène se composait d’un vaste podium circulaire, comportant un double plancher. Le niveau supérieur était composé de carrés transparents reposant sur des piliers lumineux. Deux podiums circulaires secondaires flanquaient la scène. Ils servirent pour les présentateurs et les choristes. Le décor était constitué de nombreux cylindres translucides rétractables, suspendus au-dessus de la scène ; de panneaux rectangulaires mobiles, placés derrière la scène et de centaines de globes lumineux. Enfin, sept écrans convexes étaient installés au fond du podium principal.

## Présentateurs
Les présentateurs des deux soirées furent Maria Efrosinina et Pavlo Chylko (en). Ils s’exprimèrent en anglais, en français et en ukrainien.

## Cartes postales
Les cartes postales étaient des vidéos touristiques présentant la diversité et les contrastes de l’Ukraine.

## Demi-finale
La demi-finale eut lieu le jeudi 19 mai 2005 et dura près de deux heures et dix-sept minutes.
Vingt-cinq pays concoururent pour une des dix places en finale.
Les chansons biélorusse, islandaise et néerlandaise étaient données favorites. Ce fut donc une grande surprise pour les observateurs lorsqu’aucune d'entre elles ne réussit à se qualifier pour la finale.
La candidate biélorusse, Angelica Agourbach, avait pourtant mené une vaste campagne d’autopromotion durant la semaine des répétitions. Elle avait notamment fait donner une grande fête pour toutes les délégations, représentants des médias et fans présents à Kiev.

### Ouverture
La demi-finale s’ouvrit sur une courte vidéo montrant Maria Efrosinina et Pavlo Shylko dans une voiture et se dirigeant vers le Palais des Sports. Enfin arrivés, ils montèrent les marches du palais. La caméra montra alors l’intérieur de la salle et tous deux firent leur entrée sur scène, pour les présentations d’usage.
S’ensuivit un interlude musical, alternant musique traditionnelle et musique contemporaine. La Compagnie de chant et de danse des Forces armées ukrainiennes débuta par une danse traditionnelle ukrainienne. Le corps de ballet A-6 suivit avec un numéro de danse moderne. La Compagnie des Forces ukrainiennes revint pour un chœur militaire. L’interlude se conclut par un morceau de Diezel DJ Power.

### Pauses commerciales
Durant la première pause commerciale, fut montrée une vidéo résumant les préparatifs du concours et l’accueil des concurrents à Kiev.
Durant la seconde pause, Maria Efrosinina et Pavlo Chylko se rendirent dans la green room. Ils chantèrent Diva avec les délégations étrangères, puis ils invitèrent les téléspectateurs à se rendre sur le site Internet www.eurovision.tv. Il s’agissait de participer au vote destiné à élire la meilleure chanson ayant jamais concouru à l’Eurovision.

### Entracte
Le spectacle d'entracte débuta par une courte vidéo résumant le montage de la scène et des décors. Suivit alors le ballet contemporain Life, chorégraphié par Irina Mazur et interprété par son groupe, les Mazur Dancers. L’entracte se conclut par la présentation des quatorze pays déjà qualifiés pour la finale.

### Vote
Les téléspectateurs votèrent par téléphone et par SMS pour leurs chansons préférées. Les votes ainsi exprimés furent agrégés en 1, 2, 3, 4, 5, 6, 7, 8, 10 et 12 points. Le résultat du vote ne fut révélé qu’après la finale du samedi, pour maintenir le suspense intact.
Le vote fut lancé par Maria Efrosinina et Pavlo Chylko au moyen d’un mobile métallique et de la phrase rituelle : « Europe, start voting ! ». Pour la toute première fois, le temps imparti pour le télévote fut conclu par un décompte des dix dernières secondes et la phrase « Europe, stop voting ! ».
Les résultats furent révélés en direct par les présentateurs. Ils ouvrirent au hasard dix enveloppes vertes, renfermant les noms des dix pays qualifiés.
La production commit une erreur dans l'attribution des drapeaux nationaux. Lors de l'ouverture de la première enveloppe, Maria Efrosinina montra à la caméra une carte sur laquelle était inscrit Hungary. Mais le drapeau qui y figurait était celui de la Bulgarie.

### Résultats
Durant l’annonce des résultats, la caméra fit systématiquement un plan sur les artistes qualifiés. Apparurent ainsi à l'écran et dans l'ordre : Nox, Luminița Anghel, Wig Wam, Zdob și Zdub, Shiri Maimon, Jakob Sveistrup, Martin Vučić, Boris Novković, Vanilla Ninja et Walters & Kazha.
Dix pays se qualifièrent donc pour la finale : la Croatie, le Danemark, la Hongrie, Israël, la Lettonie, la Macédoine, la Moldavie, la Norvège, la Roumanie et la Suisse. La demi-finale se conclut par la montée sur scène et l’acclamation des dix nouveaux finalistes. Les quinze pays non qualifiés conservèrent leur droit de vote pour la finale.
| Ordre | Pays        | Artiste(s)                        | Chanson                          | Langue(s)          | Place | Points |
| ----- | ----------- | --------------------------------- | -------------------------------- | ------------------ | ----- | ------ |
| 01    | Autriche    | Global Kryner                     | Y así                            | Anglais, espagnol  | 21    | 30     |
| 02    | Lituanie    | Laura & The Lovers                | Little by Little                 | Anglais            | 25    | 17     |
| 03    | Portugal    | 2B                                | Amar                             | Portugais, anglais | 17    | 51     |
| 04    | Moldavie    | Zdob și Zdub                      | Boonika bate toba                | Anglais, roumain   | 2     | 207    |
| 05    | Lettonie    | Walters & Kazha                   | The War is not Over              | Anglais            | 10    | 85     |
| 06    | Monaco      | Lise Darly                        | Tout de moi                      | Français           | 24    | 22     |
| 07    | Israël      | Shiri Maimon                      | Hasheket Shenish'ar (השקט שנשאר) | Hébreu, anglais    | 7     | 158    |
| 08    | Biélorussie | Angelica Agourbach                | Love me Tonight                  | Anglais            | 13    | 67     |
| 09    | Pays-Bas    | Glennis Grace                     | My Impossible Dream              | Anglais            | 14    | 53     |
| 10    | Islande     | Selma                             | If I Had Your Love               | Anglais            | 16    | 52     |
| 11    | Belgique    | Nuno Resende                      | Le Grand Soir                    | Français           | 22    | 29     |
| 12    | Estonie     | Suntribe                          | Let's Get Loud                   | Anglais            | 20    | 31     |
| 13    | Norvège     | Wig Wam                           | In My Dreams                     | Anglais            | 6     | 164    |
| 14    | Roumanie    | Luminița Anghel & Sistem          | Let Me Try                       | Anglais            | 1     | 235    |
| 15    | Hongrie     | Nox                               | Forogj, világ!                   | Hongrois           | 5     | 167    |
| 16    | Finlande    | Geir Rönning                      | Why?                             | Anglais            | 18    | 50     |
| 17    | Macédoine   | Martin Vučić                      | Make My Day                      | Anglais            | 9     | 97     |
| 18    | Andorre     | Marian van de Wal                 | La mirada interior               | Catalan            | 23    | 27     |
| 19    | Suisse      | Vanilla Ninja                     | Cool Vibes                       | Anglais            | 8     | 114    |
| 20    | Croatie     | Boris Novković feat. Lado Members | Vukovi umiru sami                | Croate             | 4     | 169    |
| 21    | Bulgarie    | Kaffe                             | Lorraine                         | Anglais            | 19    | 49     |
| 22    | Irlande     | Donna & Joe                       | Love?                            | Anglais            | 14    | 53     |
| 23    | Slovénie    | Omar Naber                        | Stop                             | Slovène            | 12    | 69     |
| 24    | Danemark    | Jakob Sveistrup                   | Talking to You                   | Anglais            | 3     | 185    |
| 25    | Pologne     | Ivan & Delfin                     | Czarna dziewczyna                | Polonais, russe    | 11    | 81     |

## Finale
La finale eut lieu le samedi 21 mai 2005 et dura près de trois heures et vingt-six minutes.
Vingt-quatre pays concoururent pour la victoire.
La chanson ukrainienne dut être modifiée car elle était initialement porteuse d’un message politique, en rapport avec la révolution orange.

### Controverse
Le compositeur David Brandes était l’auteur des chansons estonienne et allemande. Il fut cause d’une vaste controverse, lorsqu’il admit avoir manipulé les ventes de disques de la chanteuse Gracia pour lui permettre d’atteindre la première place des classements allemands. Il avait en effet acheté en masse les singles de sa chanson Run & Hide. Gracia le défendit publiquement et malgré les demandes pressantes d’autres artistes, refusa de retirer sa candidature.

### Ouverture
La finale s’ouvrit directement sur la scène. Après l’introduction musicale de Wild Dances, Ruslana apparut et interpréta Heart on Fire.
Maria Efrosinina et Pavlo Shylko firent alors leur entrée pour les présentations d’usage.

### Pauses commerciales
Durant la première pause commerciale, fut montrée une vidéo résumant le déroulement de la demi-finale et la sélection des dix qualifiés. Maria Efrosinina et Pavlo Shylko présentèrent ensuite au public « The Eurovision Song Contest. 50 Years. The Official History », livre rédigé par John Kennedy O’Connor, sur demande de l’UER pour célébrer le cinquantième anniversaire du concours.
La seconde pause débuta dans une certaine confusion, Maria Efrosinina voulant poursuivre la procédure de vote. Finalement, Ruslana et le boxeur Wladimir Klitschko apparurent à l’écran et discutèrent ensemble depuis la green room.

### Entracte
Le spectacle d'entracte s’ouvrit sur une vidéo montrant les préparatifs du concours dans Kiev et la fête en plein air organisée pour la demi-finale. La caméra fit ensuite un plan sur Ioulia Tymochenko et Viktor Iouchtchenko, assis dans la salle. Enfin, Maria Efrosinina et Pavlo Shylko furent mis en communication avec la Place de l’Indépendance à Kiev.
Suivit alors un numéro musical en trois parties. Se succédèrent l’ensemble de percussions ARS NOVA, le contorsionniste Anatolly Zalevskiy et Ruslana qui interpréta cette fois The Same Star.
L’entracte se conclut par une intervention de Pavlo Shylko, depuis la green room. Il échangea quelques mots avec Helena Paparizou et Boris Novković.

### Vote
Les téléspectateurs votèrent par téléphone et par SMS pour leurs chansons préférées. Les votes ainsi exprimés furent agrégés en 1, 2, 3, 4, 5, 6, 7, 8, 10 et 12 points. Les pays furent contactés par satellite : tout d’abord les pays non qualifiés, suivant leur ordre de passage en demi-finale ; ensuite, les pays qualifiés, dans leur ordre de passage en finale. Les points furent énoncés dans l’ordre ascendant, de un à douze.
Le vote fut lancé par les boxeurs Vitali et Wladimir Klitschko au moyen d’un mobile métallique et de la phrase rituelle : « Europe, start voting ! ». Le temps imparti pour le télévote fut conclu par un décompte des dix dernières secondes et la phrase « Europe, stop voting ! ».
La procédure de vote ne connut qu'un seul hiatus, lors du vote ukrainien. La porte-parole se trompa dans l’attribution des points et annonça successivement "trois points" pour la Serbie-et-Monténégro et la Russie. Le superviseur fit interrompre la procédure et demanda à la porte-parole de reprendre depuis le début. Mais elle réattribua trop rapidement les points et le tableau numérique ne put la suivre. Pavlo Shylko dut l’interrompre à nouveau pour lui demander d’attendre la mise à jour des scores.
Durant le vote, la caméra fit systématiquement un plan sur les participants qui recevaient "douze points". Apparurent ainsi à l'écran No Name, Walters & Kazha, Luminița Anghel, Shiri Maimon, Natalia Podolskaya, Gülseren, Wig Wam, Helena Paparizou, Vanilla Ninja, Son de Sol, Boris Novković, GreenJolly, Constantínos Christofórou, Zdob și Zdub, Jakob Sveistrup, Ledina Çelo et Chiara Siracusa.
La première partie du vote ne permit pas un pays d’émerger clairement. Les neuf premiers "douze points" furent en effet attribués à neuf pays différents. Pas moins de huit pays se disputèrent la tête : le Danemark, la Grèce, Israël, la Lettonie, Malte, la Moldavie, la Roumanie et la Suisse. Il fallut attendre le vingt-et-unième vote, le vote turc, pour que la Grèce s’empare de la première place. Elle mena ensuite le vote jusqu’à la fin.

### Résultats
Ce fut la première victoire de la Grèce au concours.
Helena Paparizou reçut le trophée de la victoire des mains de Ruslana, gagnante de l’année précédente. Le président Iouchtchenko monta ensuite sur la scène pour la féliciter personnellement et lui remettre une médaille d’honneur.
En 2005, lors de l'émission spéciale Congratulations, My Number One fut élue quatrième meilleure chanson à jamais avoir été présentée au concours.
Pour la première fois de l’histoire du concours, les « Big Four » (les quatre plus importants contributeurs financiers de l’UER –  l’Allemagne, l’Espagne, la France et le Royaume-Uni) terminèrent aux quatre dernières places du classement final.
| Ordre | Pays                 | Artiste(s)                        | Chanson                             | Langue(s)          | Place | Points |
| ----- | -------------------- | --------------------------------- | ----------------------------------- | ------------------ | ----- | ------ |
| 01    | Hongrie              | Nox                               | Forogj, világ!                      | Hongrois           | 12    | 97     |
| 02    | Royaume-Uni          | Javine                            | Touch My Fire                       | Anglais            | 22    | 18     |
| 03    | Malte                | Chiara                            | Angel                               | Anglais            | 2     | 192    |
| 04    | Roumanie             | Luminița Anghel & Sistem          | Let Me Try                          | Anglais            | 3     | 158    |
| 05    | Norvège              | Wig Wam                           | In My Dreams                        | Anglais            | 9     | 125    |
| 06    | Turquie              | Gülseren                          | Rimi rimi ley                       | Turc               | 13    | 92     |
| 07    | Moldavie             | Zdob și Zdub                      | Boonika bate toba                   | Anglais, roumain   | 6     | 148    |
| 08    | Albanie              | Ledina Çelo                       | Tomorrow I Go                       | Anglais            | 16    | 53     |
| 09    | Chypre               | Constantínos Christofórou         | Éla Éla                             | Anglais            | 18    | 46     |
| 10    | Espagne              | Son de Sol                        | Brujería                            | Espagnol           | 21    | 28     |
| 11    | Israël               | Shiri Maimon                      | Hasheket shenish'ar (השקט שנשאר)    | Hébreu, anglais    | 4     | 154    |
| 12    | Serbie-et-Monténégro | No Name                           | Zauvijek moja                       | Monténégrin        | 7     | 137    |
| 13    | Danemark             | Jakob Sveistrup                   | Talking to You                      | Anglais            | 9     | 125    |
| 14    | Suède                | Martin Stenmarck                  | Las Vegas                           | Anglais            | 19    | 30     |
| 15    | Macédoine            | Martin Vučić                      | Make My Day                         | Anglais            | 17    | 52     |
| 16    | Ukraine H T          | GreenJolly                        | Razom nas bahato (Разом нас багато) | Ukrainien, anglais | 19    | 30     |
| 17    | Allemagne            | Gracia                            | Run & Hide                          | Anglais            | 24    | 4      |
| 18    | Croatie              | Boris Novković feat. Lado Members | Vukovi umiru sami                   | Croate             | 11    | 115    |
| 19    | Grèce                | Helena Paparizou                  | My Number One                       | Anglais            | 1     | 230    |
| 20    | Russie               | Natalia Podolskaya                | Nobody Hurt No One                  | Anglais            | 15    | 57     |
| 21    | Bosnie-Herzégovine   | Feminnem                          | Call me                             | Anglais            | 14    | 79     |
| 22    | Suisse               | Vanilla Ninja                     | Cool Vibes                          | Anglais            | 8     | 128    |
| 23    | Lettonie             | Walters & Kazha                   | The War is Not Over                 | Anglais            | 5     | 153    |
| 24    | France               | Ortal                             | Chacun pense à soi                  | Français           | 23    | 11     |

## Anciens participants
| Artiste                   | Pays    | Année(s) précédente(s)           |
| ------------------------- | ------- | -------------------------------- |
| Chiara                    | Malte   | 1998                             |
| Constantínos Christofórou | Chypre  | 1996, 2002 (comme membre de ONE) |
| Helena Paparizou          | Grèce   | 2001 (comme membre de Antique)   |
| Selma                     | Islande | 1999                             |

## Tableaux des votes

### Demi-finale
| Méthode de vote : - 100 % télévote - 100 % jury | Méthode de vote : - 100 % télévote - 100 % jury   | Points attribués      | Points attribués       | Points attribués    | Points attribués       | Points attribués       | Points attribués  | Points attribués | Points attribués | Points attribués     | Points attribués     | Points attribués       | Points attribués     | Points attribués      | Points attribués       | Points attribués      | Points attribués       | Points attribués                | Points attribués  | Points attribués     | Points attribués      | Points attribués       | Points attribués     | Points attribués       | Points attribués    | Points attribués      | Points attribués       | Points attribués | Points attribués      | Points attribués     | Points attribués  | Points attribués     | Points attribués                | Points attribués    | Points attribués     | Points attribués       | Points attribués    | Points attribués     | Points attribués                 | Points attribués     | Points attribués |
| ----------------------------------------------- | ------------------------------------------------- | --------------------- | ---------------------- | ------------------- | ---------------------- | ---------------------- | ----------------- | ---------------- | ---------------- | -------------------- | -------------------- | ---------------------- | -------------------- | --------------------- | ---------------------- | --------------------- | ---------------------- | ------------------------------- | ----------------- | -------------------- | --------------------- | ---------------------- | -------------------- | ---------------------- | ------------------- | --------------------- | ---------------------- | ---------------- | --------------------- | -------------------- | ----------------- | -------------------- | ------------------------------- | ------------------- | -------------------- | ---------------------- | ------------------- | -------------------- | -------------------------------- | -------------------- | ---------------- |
| Méthode de vote : - 100 % télévote - 100 % jury | Méthode de vote : - 100 % télévote - 100 % jury   | Drapeau de l'Autriche | Drapeau de la Lituanie | Drapeau du Portugal | Drapeau de la Moldavie | Drapeau de la Lettonie | Drapeau de Monaco | Drapeau d’Israël |                  | Drapeau des Pays-Bas | Drapeau de l'Islande | Drapeau de la Belgique | Drapeau de l'Estonie | Drapeau de la Norvège | Drapeau de la Roumanie | Drapeau de la Hongrie | Drapeau de la Finlande | Drapeau de la Macédoine du Nord | Drapeau d'Andorre | Drapeau de la Suisse | Drapeau de la Croatie | Drapeau de la Bulgarie | Drapeau de l'Irlande | Drapeau de la Slovénie | Drapeau du Danemark | Drapeau de la Pologne | Drapeau du Royaume-Uni | Drapeau de Malte | Drapeau de la Turquie | Drapeau de l'Albanie | Drapeau de Chypre | Drapeau de l'Espagne | Drapeau de Serbie-et-Monténégro | Drapeau de la Suède | Drapeau de l'Ukraine | Drapeau de l'Allemagne | Drapeau de la Grèce | Drapeau de la Russie | Drapeau de la Bosnie-Herzégovine | Drapeau de la France | Total            |
| Pays                                            | Autriche                                          |                       | –                      | –                   | –                      | –                      | –                 | –                | –                | –                    | –                    | –                      | –                    | –                     | –                      | –                     | –                      | –                               | 7                 | 6                    | –                     | –                      | –                    | 10                     | –                   | –                     | –                      | –                | –                     | 5                    | –                 | –                    | –                               | –                   | –                    | 1                      | 1                   | –                    | –                                | –                    | 30               |
| Pays                                            | Lituanie                                          | –                     |                        | –                   | –                      | 8                      | –                 | –                | –                | –                    | –                    | –                      | –                    | –                     | –                      | –                     | –                      | –                               | –                 | –                    | –                     | –                      | 5                    | –                      | –                   | –                     | 4                      | –                | –                     | –                    | –                 | –                    | –                               | –                   | –                    | –                      | –                   | –                    | –                                | –                    | 17               |
| Pays                                            | Portugal                                          | –                     | –                      |                     | –                      | –                      | –                 | –                | –                | –                    | –                    | 10                     | –                    | –                     | –                      | –                     | –                      | –                               | –                 | 12                   | –                     | –                      | –                    | –                      | –                   | –                     | –                      | –                | –                     | –                    | –                 | 5                    | –                               | –                   | –                    | 12                     | –                   | –                    | –                                | 12                   | 51               |
| Pays                                            | Moldavie                                          | 8                     | 10                     | 8                   |                        | 10                     | –                 | 10               | 10               | –                    | 8                    | 4                      | 5                    | 1                     | 12                     | 6                     | 3                      | 10                              | –                 | –                    | 4                     | 6                      | 3                    | 7                      | –                   | 6                     | 5                      | –                | 12                    | 3                    | 8                 | 1                    | 6                               | –                   | 12                   | –                      | 6                   | 12                   | 6                                | 5                    | 207              |
| Pays                                            | Lettonie                                          | –                     | 12                     | 4                   | –                      |                        | –                 | 6                | 7                | –                    | 2                    | –                      | 10                   | 3                     | –                      | –                     | –                      | –                               | –                 | –                    | 7                     | –                      | 6                    | 6                      | 5                   | –                     | –                      | 12               | –                     | –                    | 2                 | –                    | –                               | –                   | 2                    | –                      | –                   | 1                    | –                                | –                    | 85               |
| Pays                                            | Monaco                                            | –                     | –                      | –                   | 2                      | –                      |                   | –                | –                | –                    | –                    | –                      | –                    | –                     | –                      | –                     | –                      | –                               | 10                | –                    | –                     | –                      | –                    | –                      | –                   | –                     | –                      | –                | –                     | –                    | –                 | –                    | –                               | –                   | –                    | –                      | –                   | –                    | –                                | 10                   | 22               |
| Pays                                            | Israël                                            | –                     | 2                      | 6                   | 5                      | –                      | 12                |                  | 12               | 10                   | –                    | 3                      | –                    | –                     | 8                      | 5                     | 1                      | 1                               | 12                | 3                    | –                     | 4                      | 7                    | –                      | 4                   | 4                     | 6                      | 6                | 6                     | 7                    | 3                 | 4                    | 3                               | –                   | 5                    | 3                      | –                   | 8                    | –                                | 8                    | 158              |
| Pays                                            | Biélorussie                                       | –                     | 3                      | –                   | –                      | 3                      | 1                 | 2                |                  | –                    | –                    | –                      | –                    | –                     | –                      | –                     | –                      | 6                               | –                 | –                    | –                     | 12                     | –                    | –                      | –                   | 1                     | –                      | 7                | 3                     | –                    | 7                 | –                    | –                               | –                   | 4                    | –                      | 8                   | 10                   | –                                | –                    | 67               |
| Pays                                            | Pays-Bas                                          | –                     | –                      | –                   | –                      | –                      | 8                 | 5                | –                |                      | –                    | 12                     | –                    | –                     | 1                      | –                     | –                      | –                               | 5                 | 2                    | –                     | –                      | 4                    | –                      | 6                   | –                     | 2                      | 8                | –                     | –                    | –                 | –                    | –                               | –                   | –                    | –                      | –                   | –                    | –                                | –                    | 53               |
| Pays                                            | Islande                                           | –                     | –                      | –                   | 10                     | –                      | –                 | 4                | –                | –                    |                      | –                      | –                    | 8                     | –                      | –                     | –                      | –                               | 6                 | –                    | –                     | –                      | –                    | –                      | 10                  | –                     | 3                      | –                | –                     | –                    | –                 | 2                    | –                               | 7                   | –                    | –                      | –                   | –                    | –                                | 2                    | 52               |
| Pays                                            | Belgique                                          | –                     | –                      | 12                  | 3                      | –                      | –                 | –                | –                | 6                    | –                    |                        | –                    | –                     | –                      | –                     | –                      | –                               | –                 | –                    | –                     | –                      | –                    | –                      | –                   | –                     | –                      | –                | –                     | 1                    | –                 | –                    | –                               | –                   | –                    | –                      | –                   | –                    | –                                | 7                    | 29               |
| Pays                                            | Estonie                                           | –                     | 5                      | –                   | 1                      | 12                     | –                 | –                | –                | –                    | –                    | –                      |                      | –                     | –                      | 1                     | 6                      | –                               | –                 | –                    | –                     | –                      | 1                    | 2                      | 3                   | –                     | –                      | –                | –                     | –                    | –                 | –                    | –                               | –                   | –                    | –                      | –                   | –                    | –                                | –                    | 31               |
| Pays                                            | Norvège                                           | 2                     | 6                      | 1                   | 8                      | 6                      | –                 | 7                | 5                | 2                    | 12                   | 2                      | 6                    |                       | 7                      | –                     | 12                     | 2                               | –                 | 5                    | –                     | 2                      | 10                   | 3                      | 12                  | 7                     | 7                      | 3                | 2                     | 2                    | 4                 | –                    | 4                               | 8                   | 6                    | –                      | 4                   | –                    | 7                                | –                    | 164              |
| Pays                                            | Roumanie                                          | 10                    | –                      | 10                  | 12                     | –                      | 7                 | 12               | 3                | 8                    | 5                    | 8                      | 1                    | 7                     |                        | 12                    | 4                      | 5                               | 4                 | 4                    | 1                     | 5                      | 8                    | 1                      | 7                   | 8                     | 8                      | 10               | 7                     | –                    | 12                | 12                   | 5                               | 5                   | 1                    | 7                      | 12                  | 3                    | 5                                | 6                    | 235              |
| Pays                                            | Hongrie                                           | 7                     | –                      | 7                   | –                      | 5                      | –                 | 8                | 4                | –                    | 7                    | 6                      | 4                    | 6                     | 10                     |                       | 5                      | 4                               | 1                 | 1                    | 8                     | 7                      | –                    | 4                      | 1                   | 12                    | 1                      | 2                | 8                     | –                    | 6                 | 3                    | 8                               | 3                   | 10                   | –                      | 5                   | 7                    | 3                                | 4                    | 167              |
| Pays                                            | Finlande                                          | –                     | –                      | –                   | –                      | –                      | 6                 | –                | –                | 1                    | –                    | –                      | 8                    | 10                    | –                      | –                     |                        | –                               | 3                 | –                    | –                     | –                      | –                    | –                      | 8                   | –                     | –                      | –                | –                     | –                    | –                 | –                    | –                               | 10                  | –                    | 4                      | –                   | –                    | –                                | –                    | 50               |
| Pays                                            | Macédoine                                         | 4                     | –                      | –                   | –                      | –                      | 3                 | –                | –                | 3                    | –                    | –                      | –                    | –                     | 4                      | –                     | –                      |                                 | –                 | 8                    | 12                    | 10                     | –                    | 8                      | –                   | –                     | –                      | –                | 10                    | 12                   | –                 | –                    | 10                              | 1                   | –                    | 2                      | –                   | –                    | 10                               | –                    | 97               |
| Pays                                            | Andorre                                           | –                     | –                      | –                   | 4                      | –                      | –                 | –                | –                | 7                    | –                    | –                      | –                    | –                     | –                      | –                     | –                      | –                               |                   | –                    | –                     | –                      | –                    | –                      | –                   | –                     | –                      | –                | –                     | 6                    | –                 | 10                   | –                               | –                   | –                    | –                      | –                   | –                    | –                                | –                    | 27               |
| Pays                                            | Suisse                                            | 1                     | 8                      | 2                   | –                      | 7                      | 2                 | 3                | 8                | –                    | 6                    | –                      | 12                   | 2                     | 2                      | 3                     | 10                     | 3                               | –                 |                      | 3                     | 3                      | 2                    | 5                      | 2                   | 5                     | –                      | 1                | –                     | –                    | 5                 | –                    | 2                               | 4                   | –                    | 6                      | 3                   | 2                    | 2                                | –                    | 114              |
| Pays                                            | Croatie                                           | 12                    | 4                      | 3                   | 6                      | 4                      | 5                 | –                | 1                | 4                    | 4                    | 1                      | 3                    | 4                     | 6                      | 8                     | 2                      | 12                              | –                 | 10                   |                       | 8                      | –                    | 12                     | –                   | 3                     | –                      | –                | –                     | 10                   | –                 | –                    | 12                              | 6                   | 7                    | 10                     | –                   | –                    | 12                               | –                    | 169              |
| Pays                                            | Bulgarie                                          | –                     | –                      | –                   | 7                      | –                      | –                 | –                | –                | –                    | –                    | –                      | –                    | –                     | –                      | –                     | –                      | 8                               | –                 | –                    | –                     |                        | –                    | –                      | –                   | –                     | –                      | –                | 5                     | 4                    | 10                | 6                    | 1                               | –                   | –                    | –                      | 7                   | –                    | 1                                | –                    | 49               |
| Pays                                            | Irlande                                           | –                     | –                      | –                   | –                      | –                      | –                 | –                | –                | –                    | –                    | –                      | 2                    | –                     | 5                      | 10                    | –                      | –                               | 2                 | –                    | 5                     | 1                      |                      | –                      | –                   | 2                     | 12                     | 5                | 4                     | –                    | 1                 | –                    | –                               | –                   | –                    | –                      | –                   | –                    | 4                                | –                    | 53               |
| Pays                                            | Slovénie                                          | 3                     | –                      | –                   | –                      | –                      | 4                 | 1                | 2                | –                    | 1                    | –                      | –                    | –                     | –                      | 2                     | 7                      | 7                               | –                 | –                    | 10                    | –                      | –                    |                        | –                   | –                     | –                      | –                | –                     | 8                    | –                 | –                    | 7                               | –                   | 3                    | –                      | –                   | 6                    | 8                                | –                    | 69               |
| Pays                                            | Danemark                                          | 6                     | 7                      | 5                   | –                      | 2                      | 10                | –                | –                | 12                   | 10                   | 7                      | 7                    | 12                    | 3                      | 7                     | 8                      | –                               | 8                 | 7                    | 6                     | –                      | 12                   | –                      |                     | 10                    | 10                     | 4                | –                     | –                    | –                 | 8                    | –                               | 12                  | –                    | 5                      | 2                   | 4                    | –                                | 1                    | 185              |
| Pays                                            | Pologne                                           | 5                     | 1                      | –                   | –                      | 1                      | –                 | –                | 6                | 5                    | 3                    | 5                      | –                    | 5                     | –                      | 4                     | –                      | –                               | –                 | –                    | 2                     | –                      | –                    | –                      | –                   |                       | –                      | –                | 1                     | –                    | –                 | 7                    | –                               | 2                   | 8                    | 8                      | 10                  | 5                    | –                                | 3                    | 81               |
| Pays                                            | Le tableau suit l'ordre de passage des candidats. |                       |                        |                     |                        |                        |                   |                  |                  |                      |                      |                        |                      |                       |                        |                       |                        |                                 |                   |                      |                       |                        |                      |                        |                     |                       |                        |                  |                       |                      |                   |                      |                                 |                     |                      |                        |                     |                      |                                  |                      |                  |

### Finale
| Méthode de vote : - 100 % télévote - 100 % jury | Méthode de vote : - 100 % télévote - 100 % jury   | Points attribués      | Points attribués       | Points attribués    | Points attribués  | Points attribués | Points attribués     | Points attribués     | Points attribués       | Points attribués     | Points attribués       | Points attribués  | Points attribués       | Points attribués     | Points attribués       | Points attribués      | Points attribués      | Points attribués       | Points attribués | Points attribués       | Points attribués      | Points attribués      | Points attribués       | Points attribués     | Points attribués  | Points attribués     | Points attribués | Points attribués                | Points attribués    | Points attribués    | Points attribués                | Points attribués     | Points attribués       | Points attribués      | Points attribués    | Points attribués     | Points attribués                 | Points attribués     | Points attribués       | Points attribués     | Points attribués | Points attribués |
| ----------------------------------------------- | ------------------------------------------------- | --------------------- | ---------------------- | ------------------- | ----------------- | ---------------- | -------------------- | -------------------- | ---------------------- | -------------------- | ---------------------- | ----------------- | ---------------------- | -------------------- | ---------------------- | --------------------- | --------------------- | ---------------------- | ---------------- | ---------------------- | --------------------- | --------------------- | ---------------------- | -------------------- | ----------------- | -------------------- | ---------------- | ------------------------------- | ------------------- | ------------------- | ------------------------------- | -------------------- | ---------------------- | --------------------- | ------------------- | -------------------- | -------------------------------- | -------------------- | ---------------------- | -------------------- | ---------------- | ---------------- |
| Méthode de vote : - 100 % télévote - 100 % jury | Méthode de vote : - 100 % télévote - 100 % jury   | Drapeau de l'Autriche | Drapeau de la Lituanie | Drapeau du Portugal | Drapeau de Monaco |                  | Drapeau des Pays-Bas | Drapeau de l'Islande | Drapeau de la Belgique | Drapeau de l'Estonie | Drapeau de la Finlande | Drapeau d'Andorre | Drapeau de la Bulgarie | Drapeau de l'Irlande | Drapeau de la Slovénie | Drapeau de la Pologne | Drapeau de la Hongrie | Drapeau du Royaume-Uni | Drapeau de Malte | Drapeau de la Roumanie | Drapeau de la Norvège | Drapeau de la Turquie | Drapeau de la Moldavie | Drapeau de l'Albanie | Drapeau de Chypre | Drapeau de l'Espagne | Drapeau d’Israël | Drapeau de Serbie-et-Monténégro | Drapeau du Danemark | Drapeau de la Suède | Drapeau de la Macédoine du Nord | Drapeau de l'Ukraine | Drapeau de l'Allemagne | Drapeau de la Croatie | Drapeau de la Grèce | Drapeau de la Russie | Drapeau de la Bosnie-Herzégovine | Drapeau de la Suisse | Drapeau de la Lettonie | Drapeau de la France | Total            |                  |
| Pays                                            | Hongrie                                           | –                     | –                      | 2                   | –                 | 2                | –                    | 6                    | 2                      | 3                    | –                      | 6                 | 5                      | –                    | –                      | 10                    |                       | –                      | –                | 8                      | –                     | 6                     | –                      | –                    | 7                 | 5                    | 8                | 6                               | –                   | –                   | 1                               | 2                    | –                      | 6                     | 2                   | 3                    | 1                                | –                    | 3                      | 3                    | 97               |                  |
| Pays                                            | Royaume-Uni                                       | –                     | –                      | –                   | –                 | –                | –                    | –                    | –                      | –                    | –                      | –                 | –                      | 8                    | –                      | –                     | –                     |                        | 4                | –                      | –                     | 1                     | –                      | –                    | 5                 | –                    | –                | –                               | –                   | –                   | –                               | –                    | –                      | –                     | –                   | –                    | –                                | –                    | –                      | –                    | 18               |                  |
| Pays                                            | Malte                                             | 5                     | 2                      | –                   | 5                 | 5                | 5                    | 4                    | 8                      | 4                    | 8                      | –                 | –                      | 10                   | 1                      | –                     | 5                     | 10                     |                  | 2                      | 10                    | 8                     | –                      | 4                    | 6                 | 7                    | 10               | –                               | 10                  | 6                   | –                               | 10                   | 8                      | 4                     | 8                   | 12                   | –                                | 3                    | 5                      | 7                    | 192              |                  |
| Pays                                            | Roumanie                                          | 6                     | –                      | 12                  | 4                 | 1                | 3                    | 5                    | 7                      | –                    | –                      | 7                 | 8                      | 5                    | –                      | 7                     | 10                    | –                      | 7                |                        | 6                     | 4                     | 7                      | 5                    | 8                 | 12                   | 12               | 3                               | 3                   | 2                   | 2                               | –                    | –                      | –                     | 5                   | –                    | 2                                | –                    | –                      | 5                    | 158              |                  |
| Pays                                            | Norvège                                           | –                     | 5                      | –                   | –                 | 4                | 1                    | 12                   | 3                      | 8                    | 12                     | 2                 | 1                      | 4                    | 4                      | 8                     | –                     | 5                      | 5                | –                      |                       | –                     | 3                      | –                    | 3                 | 3                    | 1                | 2                               | 12                  | 8                   | –                               | 6                    | –                      | –                     | 4                   | –                    | 3                                | –                    | 6                      | –                    | 125              |                  |
| Pays                                            | Turquie                                           | 7                     | –                      | –                   | –                 | –                | 12                   | –                    | 10                     | –                    | –                      | –                 | 3                      | –                    | –                      | –                     | –                     | 1                      | –                | 3                      | –                     |                       | –                      | 8                    | –                 | –                    | –                | –                               | 8                   | –                   | 4                               | –                    | 10                     | –                     | –                   | –                    | 8                                | 6                    | –                      | 12                   | 92               |                  |
| Pays                                            | Moldavie                                          | 2                     | 10                     | 10                  | –                 | 7                | –                    | 8                    | 1                      | 6                    | –                      | –                 | 6                      | –                    | 3                      | 3                     | 4                     | 2                      | 2                | 12                     | –                     | 7                     |                        | –                    | 2                 | 4                    | 4                | 5                               | –                   | –                   | 5                               | 12                   | 1                      | 1                     | 7                   | 10                   | 4                                | –                    | 8                      | 2                    | 148              |                  |
| Pays                                            | Albanie                                           | 3                     | –                      | –                   | –                 | –                | –                    | –                    | –                      | –                    | –                      | –                 | –                      | –                    | –                      | –                     | –                     | –                      | –                | –                      | –                     | 2                     | –                      |                      | –                 | –                    | –                | 8                               | –                   | –                   | 12                              | –                    | –                      | 2                     | 10                  | –                    | 5                                | 10                   | –                      | 1                    | 53               |                  |
| Pays                                            | Chypre                                            | –                     | –                      | –                   | –                 | –                | –                    | –                    | –                      | –                    | –                      | –                 | 10                     | –                    | –                      | –                     | –                     | 3                      | 12               | 1                      | –                     | –                     | –                      | 7                    |                   | –                    | –                | 1                               | –                   | –                   | –                               | –                    | –                      | –                     | 12                  | –                    | –                                | –                    | –                      | –                    | 46               |                  |
| Pays                                            | Espagne                                           | –                     | –                      | 8                   | –                 | –                | –                    | –                    | –                      | –                    | –                      | 12                | –                      | –                    | –                      | –                     | –                     | –                      | –                | –                      | –                     | –                     | –                      | –                    | –                 |                      | –                | –                               | –                   | –                   | –                               | –                    | –                      | –                     | –                   | –                    | –                                | 4                    | –                      | 4                    | 28               |                  |
| Pays                                            | Israël                                            | 1                     | 3                      | 5                   | 12                | 8                | 7                    | –                    | 6                      | 1                    | 5                      | 8                 | –                      | 6                    | –                      | –                     | 8                     | 7                      | 8                | 7                      | 5                     | 3                     | 6                      | 3                    | –                 | 6                    |                  | –                               | 5                   | 1                   | –                               | 7                    | 5                      | –                     | –                   | 8                    | –                                | 1                    | 2                      | 10                   | 154              |                  |
| Pays                                            | Serbie-et-Monténégro                              | 12                    | –                      | –                   | 6                 | 3                | 4                    | –                    | –                      | –                    | –                      | –                 | 4                      | –                    | 10                     | –                     | 2                     | –                      | –                | 6                      | –                     | –                     | 1                      | 6                    | 10                | –                    | –                |                                 | –                   | 4                   | 10                              | 3                    | 3                      | 12                    | 6                   | 6                    | 10                               | 12                   | 1                      | 6                    | 137              |                  |
| Pays                                            | Danemark                                          | –                     | 4                      | 1                   | 10                | –                | 8                    | 10                   | 4                      | 5                    | 2                      | 3                 | –                      | 7                    | –                      | 5                     | 6                     | 8                      | 3                | 4                      | 12                    | –                     | –                      | –                    | –                 | 10                   | 3                | –                               |                     | 10                  | –                               | –                    | 6                      | –                     | –                   | –                    | –                                | –                    | 4                      | –                    | 125              |                  |
| Pays                                            | Suède                                             | –                     | –                      | –                   | 3                 | –                | –                    | –                    | –                      | –                    | 6                      | –                 | –                      | –                    | –                      | –                     | –                     | –                      | –                | –                      | 1                     | –                     | 5                      | –                    | –                 | 2                    | –                | –                               | 7                   |                     | 6                               | –                    | –                      | –                     | –                   | –                    | –                                | –                    | –                      | –                    | 30               |                  |
| Pays                                            | Macédoine                                         | –                     | –                      | –                   | 1                 | –                | –                    | –                    | –                      | –                    | –                      | –                 | 7                      | –                    | 5                      | –                     | –                     | –                      | –                | –                      | –                     | 5                     | –                      | 10                   | –                 | –                    | –                | 7                               | –                   | –                   |                                 | –                    | –                      | 8                     | –                   | –                    | 7                                | 2                    | –                      | –                    | 52               |                  |
| Pays                                            | Ukraine                                           | –                     | –                      | 7                   | –                 | –                | –                    | –                    | –                      | –                    | –                      | –                 | –                      | –                    | –                      | 12                    | –                     | –                      | –                | –                      | –                     | –                     | 8                      | –                    | –                 | 1                    | –                | –                               | –                   | –                   | –                               |                      | –                      | –                     | –                   | 2                    | –                                | –                    | –                      | –                    | 30               |                  |
| Pays                                            | Allemagne                                         | –                     | –                      | –                   | 2                 | –                | –                    | –                    | –                      | –                    | –                      | –                 | –                      | –                    | –                      | –                     | –                     | –                      | –                | –                      | –                     | –                     | 2                      | –                    | –                 | –                    | –                | –                               | –                   | –                   | –                               | –                    |                        | –                     | –                   | –                    | –                                | –                    | –                      | –                    | 4                |                  |
| Pays                                            | Croatie                                           | 8                     | 6                      | –                   | 7                 | –                | 2                    | 1                    | –                      | 2                    | 1                      | –                 | 2                      | –                    | 12                     | 2                     | 7                     | –                      | –                | 5                      | 2                     | –                     | –                      | 2                    | –                 | –                    | –                | 10                              | –                   | –                   | 8                               | 8                    | 2                      |                       | –                   | 1                    | 12                               | 8                    | 7                      | –                    | 115              |                  |
| Pays                                            | Grèce                                             | 4                     | 1                      | 3                   | –                 | –                | 10                   | 2                    | 12                     | –                    | 3                      | 4                 | 12                     | 2                    | 2                      | 1                     | 12                    | 12                     | 6                | 10                     | 4                     | 12                    | 4                      | 12                   | 12                | 8                    | 7                | 12                              | 2                   | 12                  | 7                               | –                    | 12                     | 5                     |                     | 4                    | 6                                | 7                    | –                      | 8                    | 230              |                  |
| Pays                                            | Russie                                            | –                     | 7                      | –                   | –                 | 12               | –                    | –                    | –                      | 7                    | 7                      | –                 | –                      | –                    | –                      | –                     | –                     | –                      | –                | –                      | –                     | –                     | 10                     | –                    | –                 | –                    | –                | –                               | –                   | –                   | –                               | 4                    | –                      | –                     | –                   |                      | –                                | –                    | 10                     | –                    | 57               |                  |
| Pays                                            | Bosnie-Herzégovine                                | 10                    | –                      | –                   | –                 | –                | 6                    | –                    | –                      | –                    | –                      | –                 | –                      | 1                    | 8                      | –                     | –                     | 4                      | –                | –                      | 7                     | 10                    | –                      | –                    | –                 | –                    | –                | 4                               | 4                   | 7                   | 3                               | –                    | –                      | 10                    | –                   | –                    |                                  | 5                    | –                      | –                    | 79               |                  |
| Pays                                            | Suisse                                            | –                     | 8                      | 4                   | 8                 | 10               | –                    | 7                    | –                      | 12                   | 10                     | 1                 | –                      | 3                    | 6                      | 6                     | 3                     | –                      | 1                | –                      | 3                     | –                     | –                      | –                    | 4                 | –                    | 2                | –                               | 1                   | 5                   | –                               | 5                    | 4                      | 3                     | 3                   | 7                    | –                                |                      | 12                     | –                    | 128              |                  |
| Pays                                            | Lettonie                                          | –                     | 12                     | 6                   | –                 | 6                | –                    | 3                    | 5                      | 10                   | 4                      | 10                | –                      | 12                   | 7                      | 4                     | 1                     | 6                      | 10               | –                      | 8                     | –                     | 12                     | –                    | 1                 | –                    | 6                | –                               | 6                   | 3                   | –                               | 1                    | 7                      | 7                     | 1                   | 5                    | –                                | –                    |                        | –                    | 153              |                  |
| Pays                                            | France                                            | –                     | –                      | –                   | –                 | –                | –                    | –                    | –                      | –                    | –                      | 5                 | –                      | –                    | –                      | –                     | –                     | –                      | –                | –                      | –                     | –                     | –                      | 1                    | –                 | –                    | 5                | –                               | –                   | –                   | –                               | –                    | –                      | –                     | –                   | –                    | –                                | –                    | –                      |                      | 11               |                  |
| Pays                                            | Le tableau suit l'ordre de passage des candidats. |                       |                        |                     |                   |                  |                      |                      |                        |                      |                        |                   |                        |                      |                        |                       |                       |                        |                  |                        |                       |                       |                        |                      |                   |                      |                  |                                 |                     |                     |                                 |                      |                        |                       |                     |                      |                                  |                      |                        |                      |                  |                  |

## Prix Marcel-Bezençon
| Catégorie                                   | Pays                 | Artiste(s)       | Chanson       | Place | Points |
| ------------------------------------------- | -------------------- | ---------------- | ------------- | ----- | ------ |
| Prix de la meilleure performance artistique | Grèce                | Helena Paparizou | My Number One | 1     | 230    |
| Prix de la presse                           | Malte                | Chiara           | Angel         | 2     | 192    |
| Prix de la meilleure composition            | Serbie-et-Monténégro | No Name          | Zauvijek moja | 7     | 137    |

## Télédiffuseurs
| Ordre | Pays                 | Télédiffuseur(s)        | Commentateur(s)                                     | Porte-parole                   |
| ----- | -------------------- | ----------------------- | --------------------------------------------------- | ------------------------------ |
| 23    | Albanie              | RTSH                    | Leon Menkshi                                        | Zhani Ciko                     |
| 32    | Allemagne            | Das Erste               | Peter Urban                                         | Thomas Hermanns                |
| 32    | Allemagne            | Deutschlandfunk         | Thomas Mohr                                         | Thomas Hermanns                |
| 11    | Andorre              | RTVA                    | Meri Picart & Josep Lluís Trabal                    | Ruth Gumbau                    |
| 01    | Autriche             | ORF 2                   | Andi Knoll                                          | Dodo Roščić                    |
| 01    | Autriche             | Hitradio Ö3             | Martin Blumenau                                     | Dodo Roščić                    |
| 08    | Belgique             | La Une                  | Jean-Pierre Hautier                                 | Armelle Gysen                  |
| 08    | Belgique             | La Première             | Patrick Duhamel & Carlo de Pascale                  | Armelle Gysen                  |
| 08    | Belgique             | Één                     | André Vermeulen & Anja Daems                        | Armelle Gysen                  |
| 08    | Belgique             | Radio 2                 | Julien Put & Michel Follet                          | Armelle Gysen                  |
| 05    | Biélorussie          | BTRC                    | Denis Kurian                                        | Elena Ponomareva               |
| 36    | Bosnie-Herzégovine   | BHT1                    | Dejan Kukric                                        | Ana Mirjana Račanović          |
| 12    | Bulgarie             | BNT                     | Elena Rosberg & Georgi Kushvaliev                   | Evgenia Atanasova              |
| 24    | Chypre               | RIK 1                   | Evi Papamichail                                     | Melani Steliou                 |
| 33    | Croatie              | HRT                     | Aleksandar Kostadinov                               | Barbara Kolar                  |
| 28    | Danemark             | DR1                     | Jørgen de Mylius                                    | Gry Johansen                   |
| 25    | Espagne              | TVE1                    | Beatriz Pécker                                      | Ainhoa Arbizu                  |
| 09    | Estonie              | ETV                     | Marko Reikop                                        | Maarja-Liis Ilus               |
| 10    | Finlande             | YLE TV2                 | Jaana Pelkonen, Heikki Paasonen & Asko Murtomäki    | Jari Sillanpää                 |
| 10    | Finlande             | YLE Radio Suomi         | Sanna Kojo & Jorma Hietamäki                        | Jari Sillanpää                 |
| 39    | France               | France 4 (Demi-finale)  | Peggy Olmi                                          | Marie Myriam                   |
| 39    | France               | France 3 (Finale)       | Julien Lepers & Guy Carlier                         | Marie Myriam                   |
| 39    | France               | France Bleu             | Jean-Luc Delarue                                    | Marie Myriam                   |
| 34    | Grèce                | ET1                     | Alexandra Pascalidou                                | Alexis Kostalas                |
| 16    | Hongrie              | MTV1                    | Zsuzsa Demcsák, András Fáber & Dávid Szántó         | Zsuzsa Demcsák                 |
| 13    | Irlande              | RTÉ One                 | Marty Whelan                                        | Dana                           |
| 13    | Irlande              | RTÉ Radio 1             | Ronan Collins                                       | Dana                           |
| 07    | Islande              | Sjónvarpið              | Gísli Marteinn Baldursson                           | Ragnhildur Steinunn Jónsdóttir |
| 26    | Israël               | Aroutz 1                | pas de commentateur                                 | Dana Herman                    |
| 38    | Lettonie             | LTV                     | Kārlis Streips                                      | Marija Naumova                 |
| 02    | Lituanie             | LRT                     | Darius Užkuraitis                                   | Rolandas Vilkončius            |
| 30    | Macédoine            | MRT                     | Milanka Rašik                                       | Karolina Gočeva                |
| 18    | Malte                | PBS                     | Eileen Montesin                                     | Valerie Vella                  |
| 22    | Moldavie             | TRM                     | ?                                                   | Elena Camerzan                 |
| 04    | Monaco               | TMC                     | Bernard Montiel & Génie Godula                      | Anne Allegrini                 |
| 20    | Norvège              | NRK1                    | Jostein Pedersen                                    | Ingvild Helljesen              |
| 06    | Pays-Bas             | Nederland 2             | Willem van Beusekom & Cornald Maas                  | Nancy Coolen                   |
| 06    | Pays-Bas             | Radio 3                 | Hijlco Span & Ron Stoeltie                          | Nancy Coolen                   |
| 15    | Pologne              | TVP 1                   | Artur Orzech                                        | Maciej Orłoś                   |
| 03    | Portugal             | RTP1                    | Eládio Climaco                                      | Isabel Angelino                |
| 19    | Roumanie             | TVR2                    | Andreea Demirgian                                   | Berti Barbera                  |
| 17    | Royaume-Uni          | BBC Three (Demi-finale) | Paddy O’Connell                                     | Cheryl Baker                   |
| 17    | Royaume-Uni          | BBC One (Finale)        | Terry Wogan                                         | Cheryl Baker                   |
| 17    | Royaume-Uni          | BBC Radio 2             | Ken Bruce                                           | Cheryl Baker                   |
| 35    | Russie               | Perviy Kanal            | Yuri Aksyuta & Yelena Batinova                      | Yana Churikova                 |
| 27    | Serbie-et-Monténégro | RTS1                    | Duška Vučinić-Lučić & Mladen Popović                | Nina Radulović                 |
| 27    | Serbie-et-Monténégro | TVCG2                   | Dražen Bauković, Tamara Ivanković & Danijel Popović | Nina Radulović                 |
| 14    | Slovénie             | SLO1                    | Mojca Mavec                                         | Katarina Čas                   |
| 29    | Suède                | SVT1                    | Pekka Heino                                         | Annika Jankell                 |
| 29    | Suède                | SR P3                   | Carolina Norén                                      | Annika Jankell                 |
| 37    | Suisse               | TSR 2                   | Jean-Marc Richard & Marie-Thérèse Porchet           | Cécile Bähler                  |
| 37    | Suisse               | SF1                     | Sandra Studer                                       | Cécile Bähler                  |
| 37    | Suisse               | TSI 1                   | Daniela Tami & Claudio Lazzarino                    | Cécile Bähler                  |
| 21    | Turquie              | TRT 1                   | Bülend Özveren                                      | Meltem Ersan Yazgan            |
| 21    | Turquie              | TRT Radyo 3             | Ümit Tunçağ & Canan Kumbasar                        | Meltem Ersan Yazgan            |
| 31    | Ukraine              | NTU                     | Oles Kruglyakov                                     | Maria Orlova                   |
| 31    | Ukraine              | NRU                     | Olena Zelinchenko                                   | Maria Orlova                   |